# Стара Кольонія (Лодзинське воєводство)
Стара Кольонія (пол. Stara Kolonia) — село в Польщі, у гміні Александрув Пйотрковського повіту Лодзинського воєводства.
Населення — 71 особа (2011).
У 1975-1998 роках село належало до Пйотрковського воєводства.

## Демографія
Демографічна структура станом на 31 березня 2011 року:
|          | Загалом | Допрацездатний вік | Працездатний вік | Постпрацездатний вік |
| -------- | ------- | ------------------ | ---------------- | -------------------- |
| Чоловіки | 31      | 2                  | 18               | 11                   |
| Жінки    | 40      | 4                  | 21               | 15                   |
| Разом    | 71      | 6                  | 39               | 26                   |